# نسیدیوبلاستوز
نسیدیوبلاستوز (انگلیسی: Nesidioblastosis) یک اصطلاح پزشکی بحث‌برانگیز برای اشاره به کاهش قند خون ناشی از بیش‌ترشحی انسولین است که دلیلش را ساخت و ترشح مفرط انسولین توسط سلول‌های بتای لوزالمعده که ظاهر میکروسکوپی غیرطبیعی دارند، می‌دانند. این اصطلاح در نیمه اول قرن بیستم ابداع شد. ویژگی‌های میکروسکوپی غیرطبیعی بافت شامل بزرگ شدن سلول‌های جزایر لانگرهانس، دیسپلازی سلول‌های جزایر لانگرهانس لوزالمعده، جوانه‌زنی سلول‌های بتای از اپیتلیوم مجرای و وجودِ جزایر لانگرهانس در مجاورت مجاری لوزالمعده است.
در سال‌های اخیر، این اصطلاح برای توصیف شکلی از هیپرانسولینیسم اکتسابی با هیپرپلازی سلول‌های بتای مورد توجه قرار گرفت که در بزرگسالان، به‌ویژه پس از جراحی گوارشی یافت می‌شود. اینکه چگونه جراحی‌هایی که برای کاهش وزن انجام می‌شوند قادر به القای نسیدیوبلاستوز هستند، همچنان در دست بررسی و پژوهش است.